# René Alleau
René Alleau, nacido en 1917 y fallecido el 18 de octubre de 2013, es un autor francés, historiador de las ciencias, que publicó varios libros sobre simbolismo y alquimia, y también sobre las sociedades secretas y las ciencias ocultas.

## Biografía
Dirigió la colección Bibliotheca hermetica en la editorial Denoël que recoge los textos antiguos más importantes sobre la alquimia.
Colabora con la Encyclopædia Universalis con numerosos artículos.
En los años 1950 y 1960 fue amigo de André Breton.
El artículo de René Alleau en el n°1 de Le Surréalisme Même publicado en 1961 resultó en el acercamiento entre Breton y el joven Frédérick Tristan que se convertiría en amigo fiel hasta su muerte.
René Alleau era masón y hacía parte de la logia de París de tendencia guenoniana Thebah, perteneciente a la Gran Logia de Francia.

## Obras
- Aspects de l'Alchimie traditionnelle, Paris, Éditions de Minuit, 1953, 240 p.
- De la nature des symboles, Paris, Flammarion, 1958, 126 p.[5]
- Les Sociétés secrètes, leurs origines et leur destin, Paris, Éditions Retz, 1963, 256 p.
- Histoire des sciences occultes, Lausanne, Éditions Rencontre, 1965, 112 p.
- en colaboración con Hubert Larcher y Gwen Le Scouézec, Encyclopédie de la divination, Paris, Tchou, 1964, 551 p.
- Guide de Versailles mystérieux, Paris, Tchou, 1966, 287 p.
- Histoire des grandes constructions, Levallois-Perret, Cercle du bibliophile, 1966, 112 p.
- Guide de Fontainebleau mystérieux, Paris, Tchou, 1967, 287 p.
- Hitler et les sociétés secrètes, enquête sur les sources occultes du nazisme, Paris, Cercle du nouveau livre d'histoire, 1969, 367 p.
- Énigmes et symboles du Mont-Saint-Michel, suivi d'une étude historique de Charles de Cossé-Brissac sur l'Ordre de Saint-Michel, Paris, Julliard, 1970, 311 p.
- Guide de la France mystérieuse, Paris, Presses pocket, 1975, 251 p.
- La Science des symboles. Contribution à l'étude des principes et des méthodes de la symbolique, Paris, Payot, 1976, 292 p.[6]
- René Guénon et l'actualité de la pensée traditionnelle, (dir.) avec Marina Scriabine, Actes du colloque international de Cerisy-la-Salle, 13-20 juillet 1973, Paris, Arche de Toth, 1981.
- Alchimie, prefacio de Michel Bounan, Paris, Allia, 2008, 98 p.
- Diversos artículos en la Encyclopædia Universalis : Alchimie, Histoire des cartes à jouer, Divination, Démonologie, Magie, Occultisme, Sociétés secrètes, Tradition, Théorie des Éléments, etc.